# Avonne Taylor
Pour les articles homonymes, voir Taylor.
Evangeline Taylor connue comme Avonne Taylor, née le 12 février 1899 à Springfield dans l'Ohio et morte le 20 mars 1992 à Cleveland dans l'Ohio, est une Ziegfeld Girl et actrice de cinéma américaine.

## Biographie
Evangeline Taylor est la fille de Clifford Taylor et Diana Howe. Sa famille déménage à Cleveland dans son enfance. Après la fin de la Première Guerre mondiale, elle s'installe à New York pour jouer à Broadway.
Avonne Taylor apparait à Broadway dans Ziegfeld Midnight Frolic 1920,,, et dans les Ziegfeld Follies en 1920, 1921 et 1922. Cette année-là, elle est élue la plus belle des 85 showgirls des Follies.
En 1923, elle joue dans Kid Boots au Earl Caroll Theatre (en). Le Prince de Galles l'a convoque pour qu'elle apparaisse à Londres. En 1923, elle a un petit rôle dans le film Zaza avec Gloria Swanson. En 1924, elle joue le rôle de Denise Fleury dans Le Ruisseau de Pierre Wolff.
Avonne Taylor signe un contrat avec la MGM en mai 1927, qui la prête à la Mary Pickford Company pour My Best Girl, le dernier film muet de Mary Pickford, dans lequel Taylor joue la fiancée de Charles "Buddy" Rogers. Malgré le succès de My Best Girl , Taylor retourne à Broadway.
Elle ne réapparait à l'écran qu'en 1931, lorsque la réalisatrice Dorothy Arzner la choisit comme la petite amie de Fredric March dans Honor Among Lovers.
Elle quitte le cinéma en 1931, après son mariage avec Tommy Manville (en).
Elle réside pendant de nombreuses années en Europe, et à Palm Springs en Californie et dans l'East Side de New York. Elle retourne dans la région de Cleveland en 1989.

## Cinéma
- 1927 : My Best Girl (La petite vendeuse) de Sam Taylor, Millicent Rogers.
- 1931 : Honor Among Lovers de Dorothy Arzner, Maybelle Worthington.

## Iconographie
Au cours de sa relation avec Avonne Taylor de 1922 à 1923, Wesley Morse (en) illustrateur pour les Follies, a dessiné une série de 80 illustrations pour elle. Ces illustrations ont été découvertes parmi des albums personnels appartenant à Avonne Taylor dans un entrepôt de Palm Spring  à sa mort en 1992 et sont restées invisibles pendant 70 ans,.
En 1922, elle pose pour de la publicité paraissant dans Vogue.

## Vie privée
Elle a été mariée 6 fois. En juillet 1925, elle se marie avec le directeur musical des Ziegfeld Follies, Louis Gress. Ils se séparent en octobre de la même année. En mai 1931, elle épouse Tommy Manville (en) (1894-1967), héritier de la fortune de la compagnie de industrie de l'amiante Johns-Manville. Ils se séparent une trentaine de jours plus tard,,. En 1933, elle épouse l'acteur Carlyle Blackwell (1884–1955) et son dernier mari est George Robb, un ami de longue date, décédé en 1986.